# Beluk (Bayat)
Beluk is een bestuurslaag in het regentschap Klaten van de provincie Midden-Java, Indonesië. Beluk telt 1579 inwoners (volkstelling 2010).